# Swertia
Swertia L., 1753 è un genere di piante appartenente alla famiglia delle Genzianacee.

## Etimologia
Il nome del genere è un omaggio a Emanuel Sweert (1552–1612), un giardiniere e illustratore botanico olandese, autore di un Florilegium nei primi anni del diciassettesimo secolo.

## Distribuzione e habitat
Il genere è diffuso soprattutto nelle zone temperate di Asia ed Africa, e con poche specie in Europa e Nord America.

## Tassonomia
Il genere comprende le seguenti specie:
- Swertia abyssinica Hochst.
- Swertia acaulis Harry Sm.
- Swertia alata C.B.Clarke
- Swertia alba T.N.Ho & S.W.Liu
- Swertia alpina U.C.Bhattach. & S.Agrawal
- Swertia alternifolia Royle
- Swertia angustifolia Buch.-Ham. ex D.Don
- Swertia arisanensis Hayata
- Swertia asarifolia Franch.
- Swertia assamensis Harry Sm.
- Swertia banzragczii Sanchir
- Swertia barunensis Chassot
- Swertia beddomei C.B.Clarke
- Swertia bifolia Batalin
- Swertia bimaculata (Siebold & Zucc.) Hook.f. & Thomson ex C.B.Clarke
- Swertia binchuanensis T.N.Ho & S.W.Liu
- Swertia brownii J.Shah
- Swertia burmanica Harry Sm.
- Swertia calcicola Kerr
- Swertia calicina Franch.
- Swertia candelabrum Harry Sm.
- Swertia changii S.Z. Yang, C.-fan Chen & Chih H.Chen
- Swertia chirayita (Roxb.) H.Karst.
- Swertia cincta Burkill
- Swertia coerulescens (Zoll. & Moritzi) Gilg
- Swertia conaensis T.N. Ho & S.W. Liu
- Swertia connata Schrenk
- Swertia cordata (Wall. ex G. Don) C.B. Clarke
- Swertia corymbosa (Griseb.) Fielding & Gardner
- Swertia crassiuscula Gilg
- Swertia crossoloma Harry Sm.
- Swertia cuneata D.Don
- Swertia davidii Franch.
- Swertia decora Franch.
- Swertia decurrens C.B.Rob.
- Swertia delavayi Franch.
- Swertia densifolia (Griseb.) Kashyapa
- Swertia dichotoma L.
- Swertia dilatata C.B.Clarke
- Swertia diluta (Turcz.) Benth. & Hook.f.
- Swertia divaricata Harry Sm.
- Swertia drassensis Banoo, Khuroo & A.H.Ganie
- Swertia elata Harry Sm.
- Swertia emeiensis Ma
- Swertia eminii Engl.
- Swertia endotricha Harry Sm.
- Swertia engleri Gilg
- Swertia erythrosticta Maxim.
- Swertia fasciculata T.N. Ho & S.W. Liu
- Swertia fedtschenkoana Pissjauk.
- Swertia forrestii Harry Sm.
- Swertia franchetiana Harry Sm.
- Swertia gonczaroviana Pissjauk.
- Swertia graciliflora Gontsch.
- Swertia grandiflora Harry Sm.
- Swertia gyacaensis T.N.Ho & S.W.Liu
- Swertia handeliana Harry Sm.
- Swertia hickinii Burkill
- Swertia hispidicalyx Burkill
- Swertia hongquanii Jia X.Li
- Swertia hookeri C.B.Clarke
- Swertia iberica Fisch. ex C.A.Mey.
- Swertia intermixta A.Rich.
- Swertia japonica (Schult.) Makino
- Swertia javanica Blume
- Swertia juzepczukii Pissjauk.
- Swertia kashmirensis B.A.Wani, T.Islam & Khuroo
- Swertia kilimandscharica Engl.
- Swertia kingii Hook.f.
- Swertia kouitchensis Franch.
- Swertia lactea Bunge
- Swertia lastii Engl.
- Swertia lawii (C.B.Clarke) Burkill
- Swertia leduci Franch.
- Swertia lihengiana T.N.Ho & S.W.Liu
- Swertia longifolia Boiss.
- Swertia lugardae Bullock
- Swertia luquanensis S.W.Liu ex T.N.Ho
- Swertia lurida (D.Don) C.B.Clarke
- Swertia macrosepala Gilg
- Swertia macrosperma (C.B.Clarke) C.B.Clarke
- Swertia mannii Hook.f.
- Swertia marginata Schrenk
- Swertia membranifolia Franch.
- Swertia mildbraedii Gilg
- Swertia mileensis T.N.Ho & W.L.Shih
- Swertia multicaulis D.Don
- Swertia mussotii Franch.
- Swertia nepalensis J.Shah
- Swertia nervosa (G.Don) Wall. ex C.B.Clarke
- Swertia noguchiana Hatus.
- Swertia obtusa Ledeb.
- Swertia oculata Hemsl.
- Swertia oxyphylla (Miq.) Boerl.
- Swertia pahalgamensis T.Islam, Khuroo & Nawchoo
- Swertia paniculata Wall.
- Swertia papuana Diels
- Swertia patens Burkill
- Swertia patnitopiansis B.Singh
- Swertia patula Harry Sm.
- Swertia perennis L.
- Swertia petiolata D.Don
- Swertia pianmaensis T.N.Ho & S.W.Liu
- Swertia piloglandulosa R.Geesink
- Swertia pinetorum Kerr
- Swertia polynectaria (Forssk.) Gilg
- Swertia przewalskii Pissjauk.
- Swertia pseudochinensis H.Hara
- Swertia pseudohookeri Harry Sm.
- Swertia pubescens Franch.
- Swertia pumila Hochst.
- Swertia punctata Baumg.
- Swertia punicea Hemsl.
- Swertia purpurascens (D.Don) C.B.Clarke
- Swertia quartiniana A.Rich.
- Swertia racemosa (Griseb.) Wall. ex C.B.Clarke
- Swertia ramosa W.W.Sm.
- Swertia raveendrae Shahina & Nampy
- Swertia rosularis T.N.Ho & S.W.Liu
- Swertia rosulata (Baker) Klack.
- Swertia rotundiglandula T.N.Ho & S.W.Liu
- Swertia sarmentosa T.N.Ho & S.W.Liu
- Swertia scapiformis T.N.Ho & S.W.Liu
- Swertia schimperi (Hochst.) Griseb.
- Swertia schliebenii Mildbr.
- Swertia schugnanica Pissjauk.
- Swertia scottii J.Shah
- Swertia shintenensis Hayata
- Swertia souliei Burkill
- Swertia speciosa D.Don
- Swertia splendens Harry Sm.
- Swertia squamigera Sileshi
- Swertia staintonii Harry Sm.
- Swertia steenisii R.Geesink
- Swertia striata Collett & Hemsl.
- Swertia stricta Collett & Hemsl.
- Swertia subnivalis T.C.E.Fr.
- Swertia subuniflora <smallB.Hua Chen & Shi L.Chen>
- Swertia swertopsis Makino
- Swertia tashiroi (Maxim.) Makino
- Swertia taylorii J.Shah
- Swertia tenuis T.N.Ho & S.W.Liu
- Swertia tetragona R.H. Miao
- Swertia tetrandra Hochst.
- Swertia tetrapetala Pall.
- Swertia thomsonii C.B.Clarke
- Swertia tibetica Batalin
- Swertia tozanensis Hayata
- Swertia trichotoma Wight ex C.B.Clarke
- Swertia uniflora Mildbr.
- Swertia usambarensis Engl.
- Swertia veratroides Maxim. ex Kom.
- Swertia verticillifolia T.N.Ho & S.W.Liu
- Swertia virescens Harry Sm.
- Swertia volkensii Gilg
- Swertia wardii C. Marquand
- Swertia wattii C.B.Clarke
- Swertia welwitschii Engl.
- Swertia wolfgangiana Grüning
- Swertia woodii J.Shah
- Swertia yezo-alpina H.Hara
- Swertia younghusbandii Burkill
- Swertia yunnanensis Burkill
- Swertia zayuensis T.N.Ho & S.W.Liu
- Swertia zeylanica (Griseb.) Walker ex C.B.Clarke